# Gnomidolon bellulum
Gnomidolon bellulum es una especie de escarabajo longicornio del género Gnomidolon, categorizada en la tribu Hexoplonini, de la subfamilia Cerambycinae. Fue descrita por Martins en 2006.

## Descripción
Mide 7,5-8,4 mm de longitud.

## Distribución
Se distribuye por Bolivia.